# Planungsregion Bayerischer Untermain
Die Planungsregion Bayerischer Untermain ist eine von insgesamt 18 Planungsregionen des Freistaates Bayern. Verwaltungssitz ist die Stadt Aschaffenburg.

## Struktur

Planungsregion 1: Bayerischer Untermain

Die Planungsregion Bayerischer Untermain liegt im äußersten Nordwesten Bayerns am Untermain. Im Regionalen Planungsverband sind folgende Körperschaften zusammengeschlossen: die Landkreise Aschaffenburg und Miltenberg und die dazugehörigen Landkreisgemeinden sowie die kreisfreie Stadt Aschaffenburg.
Oberzentrum ist die Stadt Aschaffenburg. Zugeordnete Mittelzentren sind Alzenau, Miltenberg und Obernburg/Elsenfeld/Erlenbach.
2021 lebten in der Region rund 375.000 Einwohner.

## Geschichte
1972 erfolgte die Einteilung des Freistaates Bayern in 18 Planungsregionen auf Grundlage des Bayerischen Landesplanungsgesetzes von 1970. Der Regionale Planungsverband entstand am 1. April 1973. Aktueller Verbandsvorsitzender (Stand 2022) ist Alexander Legler.